# Rotatorisk yrsel
Rotatorisk yrsel innebär en upplevelse av att omgivningen rör sig. Yrsel kan delas in i två kategorier: rotatorisk yrsel och icke-rotatorisk yrsel. Den som har drabbats av rotatorisk yrsel, har en känsla av att åka karusell, alltså att hela ens omvärld snurrar. Yrseln kan bero på en sjukdom som multipel skleros (MS) eller kärlmissbildning i hjärnan, en skada i balansorganen eller i centrala nervsystemet eller virus på balansnerven (vestibularisneuronit). Om rotatorisk yrsel uppstår i samband med vissa rörelser eller lägesändringar, kan det innebära att man har drabbats av kristallsjukan (lägesyrsel).